# Tomás de Melo Breyner Andresen
Tomás de Melo Breyner Andresen (auch Tomás de Mello Breyner Andresen, * 11. April 1922 in Lordelo do Ouro, Porto; † 3. Januar 1993 in São Brás de Alportel) war ein Diplomat aus Portugal.

## Werdegang
Andresen wurde als Urenkel eines dänischen Einwanderers in der nordportugiesischen Stadt Porto geboren. Er ist der jüngere Bruder der portugiesischen Schriftstellerin Sophia de Mello Breyner Andresen, der portugiesische Autor Miguel Sousa Tavares ist sein Neffe.
Nach seinem Eintritt in den Auswärtigen Dienst des portugiesischen Außenministeriums wurde er selbst Botschafter, als vollverantwortlicher Leiter einer Botschaft erstmals 1977, als er Portugiesischer Botschafter in Italien wurde, inklusive Mehrfachakkreditierungen u. a. für Malta. 1981 folgte seine Berufung nach Wien, als Vertreter Portugals in Österreich.
Am 19. Januar 1981 wurde er mit dem Großkreuz des Orden des Infanten Dom Henrique ausgezeichnet (siehe auch Liste der Träger des Ordens des Infanten Dom Henrique (Großkreuz)).